# Riciclaggio di denaro

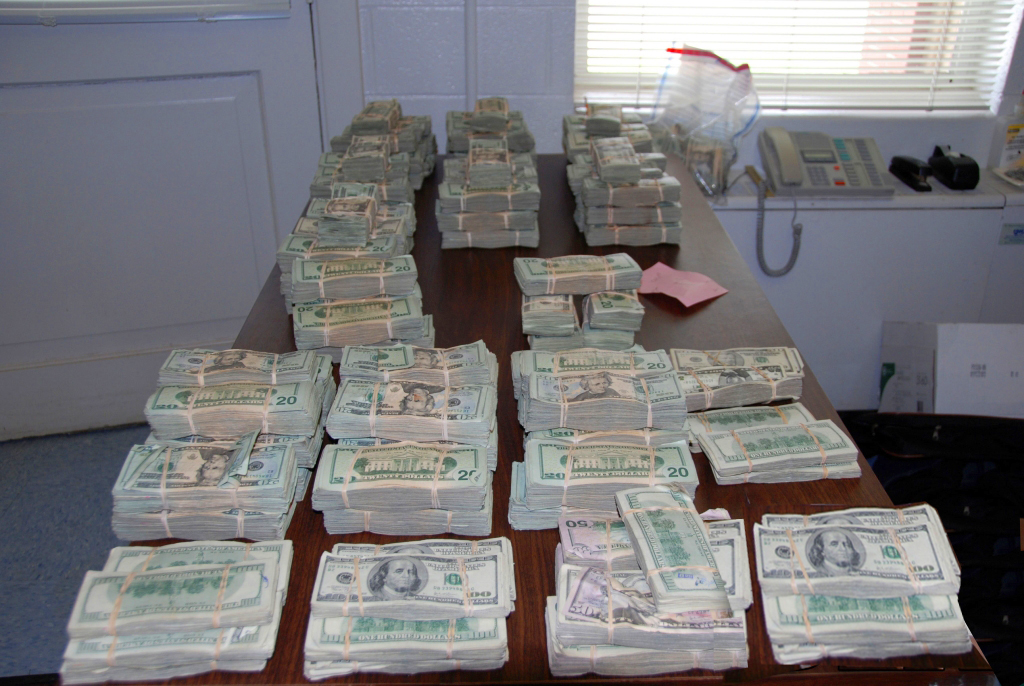
Denaro sequestrato dalla DEA al cartello messicano della Familia Michoacana

Il riciclaggio di denaro è quell'insieme di operazioni mirate a dare una parvenza lecita a capitali la cui provenienza è in realtà illecita, rendendone così più difficile l'identificazione e il successivo eventuale recupero.
In questo senso è d'uso comune la locuzione di riciclaggio di denaro sporco. Esso è uno dei fenomeni su cui si appoggia la cosiddetta economia sommersa e costituisce dunque un reato per cui vale l'incriminazione per riciclaggio.
L'incriminazione del riciclaggio è considerato uno strumento nella lotta alla criminalità organizzata, la cui attività è caratterizzata da due momenti principali: quello dell'acquisizione di ricchezze mediante atti delittuosi e quello successivo della pulitura, consistente nel far apparire leciti i profitti di provenienza delittuosa.
Tale reato è economico, politico e statale.

## Descrizione

### Caratteristiche del fenomeno
Il riciclaggio costituisce un "ponte" tra la criminalità e la società civile. É difficile per la natura stessa del fenomeno disporre di stime accurate sulle sue dimensioni: per alcuni studi, i flussi di denaro illecito in Italia sono pari all'1,5-2% del prodotto interno lordo (P.I.L.),  per altri sono mediamente superiori al 10 per cento del P.I.L., per cui sono suscettibili di generare gravi distorsioni all'economia legale, alterando le condizioni di concorrenza e i meccanismi di allocazione delle risorse.
Tutelare il sistema economico significa, in primo luogo, impedire il reinvestimento nel processo produttivo delle ingenti somme di capitali "sporchi" prodotti dalla criminalità organizzata, intercettandoli nel momento del loro contatto con il sistema bancario e finanziario. Da qui deriva l'importanza strategica della lotta al riciclaggio dei proventi criminali, specialmente nell'attuale momento storico in cui la crisi finanziaria internazionale ha portato la criminalità ad affinare la propria attitudine ad infiltrarsi nel tessuto economico legale, per acquisire a basso prezzo imprese in difficoltà economica e rendere sempre più pervasiva la sua presenza sul territorio.

### Fasi del riciclaggio
In pratica, riciclare denaro sporco è l'azione dell'investire i capitali illeciti in attività lecite. Tale operazione si divide sostanzialmente in tre fasi:
- Introduzione nel mercato ("Placement"): il denaro ricavato dal reato viene collocato presso istituzioni e intermediari finanziari mediante una serie di operazioni (deposito, cambio, trasferimento, acquisto, ecc.) oppure direttamente sul mercato con l'acquisto di beni, spesso grazie alla complicità di prestanome. Questa fase serve ai criminali per sbarazzarsi del denaro contante;
- Stratificazione ("Layering"): è la vera fase di "lavaggio" del denaro, che consiste nell'effettuazione di operazioni finanziarie complesse per camuffare l'origine illegale dei capitali;
- Integrazione ("Integration"): il denaro viene investito nell'economia legale attraverso la consulenza di professionisti specializzati (notai, avvocati, banchieri, ecc.), che spesso trasferiscono i capitali da investire in Paesi in cui vige un rigoroso segreto bancario (i cosiddetti "paradisi fiscali").[3]

### Effetti del riciclaggio
Il riciclaggio è in genere vietato dagli ordinamenti giuridici. Infatti, oltre alla deprecabilità delle condotte criminose a monte e il tentativo di mascherarle, esso genera anche inaccettabili distorsioni nel ciclo economico, alterando i normali meccanismi di accumulo della ricchezza e di approvvigionamento delle fonti di finanziamento.
In particolare, il riciclaggio genera fenomeni imprenditoriali che, a causa della facilità di reperimento dei capitali, sono più competitivi della concorrenza. Operando, spesso, nel commercio al dettaglio (settore più idoneo allo scopo criminoso, perché fa largo uso di moneta contante), il riciclatore di denaro riesce a rilevare o comunque mantenere sul mercato attività poco o per nulla remunerative, il cui unico scopo è restare aperte nonostante il passivo finanziario accumulato.
In questo modo egli riesce a praticare condizioni più vantaggiose, oppure a rimanere sul mercato nonostante situazioni di sovraffollamento del settore di riferimento, o ancora a garantire trattamenti lavorativi più appetibili e vantaggiosi.
In tal modo, da un lato la criminalità falsa i naturali meccanismi di concorrenza del mercato tenendo bassi i prezzi e provocando disoccupazione, dall'altro si garantisce un certo consenso sociale che può sfruttare per perseverare nelle finalità illecite più disparate.
Infine tali attività, poiché illegali, sono anche intrinsecamente instabili e precarie, a tutto discapito anche delle garanzie economiche di coloro che vi prestano la loro attività lavorativa.

## Il reato di riciclaggio nell'ordinamento italiano

### Riciclaggio
L'articolo 648-bis del codice penale, introdotto dal decreto-legge 59/1978, incrimina chiunque «fuori dai casi del concorso nel reato, sostituisce o trasferisce denaro, beni o altre utilità provenienti da delitto non colposo, ovvero compie in relazione ad essi operazioni, in modo da ostacolare l'identificazione della loro provenienza delittuosa». Tale condotta è punita con la reclusione da quattro a dodici anni e con la multa da 5 000 a 25 000 euro.
La pena è aumentata quando il fatto è commesso nell'esercizio di un'attività professionale.
La pena è diminuita se il denaro, i beni o le altre utilità provengono da delitto per il quale è stabilita le pena della reclusione inferiore nel massimo a 5 anni.
Ai fini dell'integrazione della condotta criminosa è quindi essenziale che il riciclatore sia estraneo al fatto illecito il cui frutto è il denaro o il bene riciclato e conosca la provenienza delittuosa di ciò che sostituisce o trasferisce.

### Il reimpiego
Ulteriore fattispecie rispetto al riciclaggio è quella prevista dall'articolo 648-ter del codice penale, introdotto dalla legge 55/1990. Tale norma punisce «chiunque, fuori dei casi di concorso nel reato e dei casi previsti dagli articoli 648 e 648 bis, impiega in attività economiche o finanziarie denaro, beni o altre utilità provenienti da delitto». La sanzione penale è la medesima del riciclaggio: reclusione da quattro a dodici anni e multa da 5 000 a 25 000 euro. Anche qui come per l'art 648 bis la multa prevista è stata depenalizzata: è ora prevista la multa da 1 032 euro a 15 493. A dimostrare l'insidiosità delle condotte appena descritte, si evidenzia come entrambe siano aggravate dalla circostanza della commissione nell'esercizio di un'attività professionale.
Con il termine collaterale si indicano operazioni di ricapitalizzazione che servono a effettuare aumenti di capitale sociale a costo zero, senza alcun acquisto e deposito di garanzie reali a tutela degli azionisti. Periti compiacenti certificano il deposito di garanzie a fronte dell'aumento di capitale e a tutela degli azionisti, che in realtà sono prive di valore legale, quali titoli di debito scaduti o azioni di società inesistenti, o che hanno terminato la loro attività. Chi intende riciclare denaro di provenienza illecita, sottoscrive azioni prive di garanzie, ottenendo il versamento su conti correnti bancari delle società quotate degli aumenti di capitale e dell'eventuale sovrapprezzo raccolto.
Il sovrapprezzo è rilevante ad esempio nel caso di "scalate" di una società quotata o di una cordata di investitori su un'altra società, oppure nei casi di privatizzazione di società pubbliche, può arrivare ad essere una maggiorazione del 30% rispetto al valore di mercato del titolo, e in questo senso un'ulteriore opportunità di riciclaggio.
Entrando di diritto nella gestione aziendale in proporzione alle azioni sottoscritte, si assicurano di poter investire tali somme di denaro, come fossero depositate in conti correnti propri. La società ottiene la pubblicazione del bilancio, di coprire delle grosse perdite societarie, o un più agevole accesso al credito, beneficiando di migliori indicatori di bilancio (solvibilità e solidità finanziaria) attraverso un più alto rapporto fra capitale proprio e di terzi.

### Autoriciclaggio
L'autoriciclaggio è il riciclaggio di denaro di provenienza illecita, compiuto dalla stessa persona che ha ottenuto tale denaro in maniera illecita.
L'articolo 648-ter.1, introdotto dalla legge 186/2014, incrimina chiunque "avendo commesso o concorso a commettere un delitto non colposo, impiega, sostituisce, trasferisce, in attività economiche, finanziarie, imprenditoriali o speculative, il denaro, i beni o le altre utilità provenienti dalla commissione di tale delitto, in modo da ostacolare concretamente l'identificazione della loro provenienza delittuosa." Tale condotta è punita con la reclusione da 2 a 8 anni e la multa da 5 000 a 25 000 euro.
Nei casi in cui il denaro, i beni o le altre utilità provengono dalla commissione di un delitto non colposo punito con la reclusione inferiore nel massimo a 5 anni, la pena è la reclusione da 1 a 4 anni e la multa da 2 500 a 12 500 euro.
Non sono punibili le condotte per cui il denaro, i beni o le altre utilità ottenute con il crimine vengono destinate alla mera utilizzazione o al godimento personale, purché non ci sia stata l'intenzione in tal modo di occultare i frutti del reato.
La pena è aumentata quando i fatti sono commessi nell'esercizio di un'attività bancaria o finanziaria o di altra attività professionale.
La pena è diminuita fino alla metà per chi si sia efficacemente adoperato per evitare che le condotte siano portate a conseguenze ulteriori o per assicurare le prove del reato e l'individuazione dei beni, del denaro e delle altre utilità provenienti dal delitto.

### Confisca
L'articolo 648-quater del codice penale, introdotto dal decreto legislativo 231/2007, dispone che in caso di condanna o patteggiamento i beni che costituiscono il prodotto o il profitto dei reati di riciclaggio, reimpiego e autoriciclaggio siano sempre sottoposti a confisca su ordine del giudice.
Il Pubblico Ministero può compiere ogni attività di indagine che si renda necessaria circa i beni, il denaro o le altre utilità da sottoporre a confisca.

### L'Archivio unico informatico
La normativa italiana relativa all'antiriciclaggio (D.Lgs. n. 231 del 21 novembre 2007 e seguenti) prevede, tra l'altro, che i dottori commercialisti, i revisori contabili, società di revisione, consulenti del lavoro, ragionieri e periti commerciali, avvocati, notai che forniscono prestazioni professionali avente a oggetto mezzi di pagamento, beni o utilità di valore superiore a 12500 € debbano conservare un Archivio Unico Informatico antiriciclaggio (D.M. n. 141), nel quale registrare le anagrafiche dei clienti e dei soggetti nei confronti dei quali effettuano le prestazioni previste dalla legge antiriciclaggio. Le modalità operative per la tenuta del registro antiriciclaggio e i vari adempienti consequenziali sono state definite con il provvedimento Uic del 24 febbraio 2006.
Inoltre la legge prevede che gli operatori che si occupano di recupero di crediti per conto terzi, custodia e trasporto di denaro contante, di titoli o valori a mezzo di guardie particolari giurate, trasporto di denaro contante e di titoli o valori senza l'impiego di guardie particolari giurate, agenzia di affari in mediazione immobiliare, commercio di cose antiche, esercizio di case d'asta o gallerie d'arte, attività di commercio, comprese l'esportazione e l'importazione, di oro per finalità industriali o di investimento, fabbricazione, mediazione e commercio, comprese l'esportazione e l'importazione, di oggetti preziosi, gestione di case da gioco, fabbricazione di oggetti preziosi da parte di imprese artigiane, mediazione creditizia, agenzie in attività finanziaria che forniscono prestazioni professionali avente a oggetto mezzi di pagamento, beni o utilità di valore superiore a 12500 € sono tenuti a registrare le anagrafiche dei clienti e dei soggetti nei confronti dei quali effettuano le prestazioni previste dalla legge antiriciclaggio nel suddetto Archivio Unico Informatico (DM n. 143). Le modalità operative per la tenuta del registro antiriciclaggio e i vari adempienti consequenziali, sono state definite con il provvedimento Uic del 24 febbraio 2006.

## La normativa europea antiriciclaggio
Un'importante azione contro il riciclaggio è stata svolta dall'Unione europea, da ultimo con la direttiva 2005/60/CE tradotta nel decreto legislativo 231/2007 del 16 novembre 2007. Tale norma, oltre ad importanti aspetti definitori, conferma la tendenza a limitare l'uso del contante come strumento essenziale nella lotta al riciclaggio, aumentando il numero dei soggetti obbligati ad adempimenti e comunicazioni alle autorità in caso di operazioni sospette.

## Dati nel mondo

### Italia
Al 2017 è un fenomeno articolato e diffuso legato indissolubilmente all'evasione fiscale, difficile da contrastare perché spesso supera i confini dell'Italia. Le stime oscillano tra l'1,7% e il 12% del PIL secondo Pier Carlo Padoan. Il 75% deriva dall'evasione di imposte e accise, a dimostrazione che evasione e riciclaggio sono legate.

## Influenza culturale

### Cinema e televisione
- La trama della serie televisiva statunitense del 2017 Ozark è proprio incentrata sul riciclaggio di denaro di un malavitoso ad opera del protagonista.
- Nella serie televisiva statunitense Breaking Bad il principale antagonista Gus Fring e in seguito anche il protagonista Walter White utilizzano questo metodo per coprire le loro azioni illecite nel campo della metanfetamina.

## Riferimenti normativi
- Decreto legislativo 21 novembre 2007, n. 231 - Attuazione della direttiva 2005/60/CE concernente la prevenzione dell'utilizzo del sistema finanziario a scopo di riciclaggio dei proventi di attività criminose e di finanziamento del terrorismo nonché della direttiva 2006/70/CE che ne reca misure di esecuzione.